# Bryter Layter
Bryter Layter, gravado em 1970, foi o segundo álbum do músico folk inglês Nick Drake. Assim como Five Leaves Left, neste álbum, Drake foi acompanhado pela banda folk britânica Fairport Convention. John Cale, do The Velvet Underground também fez participações nas faixas Fly e Northern Sky
Em 2000 a revista Q magazine posicionou Bryter Layter na 23ª posição entre os 100 melhores álbuns de todos os tempos. Em 2003, a revista Rolling Stone o classificou no 245º lugar entre os 500 maiores álbuns de todos os tempos.
| Críticas profissionais                                                      | Críticas profissionais |
| Avaliações da crítica                                                       | Avaliações da crítica  |
| Fonte                                                                       | Avaliação              |
| --------------------------------------------------------------------------- | ---------------------- |
| All Music Guide                                                             | [ 1 ]                  |
| The Music Box                                                               | [ 2 ]                  |
| Esta tabela precisa de ser acompanhada por texto em prosa. Consulte o guia. |                        |

## Faixas
| Lado A         |                                |         |  |
| N.º            | Título                         | Duração |  |
| 1.             | "Introduction"                 | 1:33    |  |
| 2.             | "Hazey Jane II"                | 3:46    |  |
| 3.             | "At the Chime of a City Clock" | 4:47    |  |
| 4.             | "One of These Things First"    | 4:52    |  |
| 5.             | "Hazey Jane I"                 | 4:31    |  |
| Duração total: | Duração total:                 | 19:29   |  |

| Lado B         |                 |         |  |
| N.º            | Título          | Duração |  |
| 1.             | "Bryter Layter" | 3:24    |  |
| 2.             | "Fly"           | 3:00    |  |
| 3.             | "Poor Boy"      | 6:09    |  |
| 4.             | "Northern Sky"  | 3:47    |  |
| 5.             | "Sunday"        | 3:42    |  |
| Duração total: | Duração total:  | 20:02   |  |

## Créditos
- Nick Drake - Vocal e guitarra acústica
- Richard Thompson - Guitarra elétrica em Hazey Jane II
- Dave Pegg - Baixo
- John Cale - Viola e cravo em Fly. Celesta, piano e órgão em Northern Sky